# Luigi Bertolini (1956)
Luigi Bertolini (Villa Minozzo, 4 febbraio 1956) è un ex calciatore italiano, di ruolo portiere.

## Carriera
Ha disputato due stagioni in Serie A dal 1981 al 1983 con la maglia del Catanzaro, come riserva di Alessandro Zaninelli, totalizzando un totale di 5 presenze in massima serie; in particolare, disputa una partita nella stagione 1981-1982 e 4 partite (con 10 reti subite) nella stagione 1982-1983.